# Deutzianthus
Deutzianthus es un género perteneciente a la familia de las euforbiáceas con dos especies de plantas. Se encuentra en Indochina y Sumatra.

## Taxonomía
El género fue descrito por François Gagnepain y publicado en Bulletin de la Société Botanique de France 71: 139–141. 1924. La especie tipo es:  Deutzianthus tonkinensis Gagnep.

## Especies aceptadas
A continuación se brinda un listado de las especies del género Deutzianthus aceptadas hasta octubre de 2012, ordenadas alfabéticamente. Para cada una se indica el nombre binomial seguido del autor, abreviado según las convenciones y usos.
- Deutzianthus thyrsiflorus (Airy Shaw) G.L.Webster
- Deutzianthus tonkinensis Gagnep.